# Ārohirohi

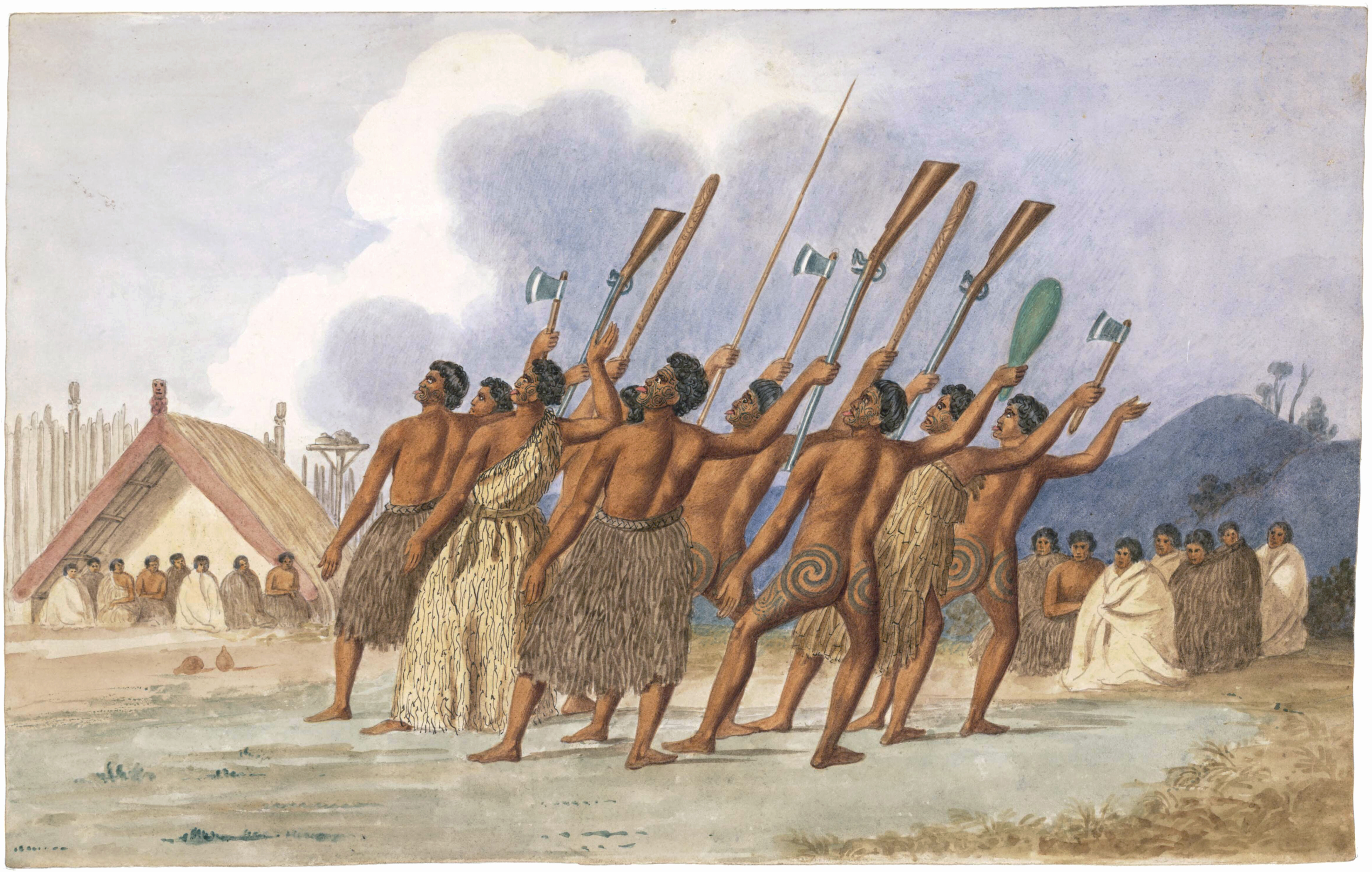
Même collection mais dans une autre langue

Dans la mythologie maori, Ārohirohi est la déesse des mirages et de la chaleur chatoyante. Elle est l'épouse de Tama-nui-te-rā. 

Elle a créé Mārikoriko (la première femme) à partir d'un mirage pis à demander à Paoro (l'écho) de lui donner une voix.